# 上毛三山
上毛三山（じょうもうさんざん）是對日本関東地區群馬縣境内赤城山，榛名山，妙義山三座大山的統稱。其中赤城山和榛名山是那須火山帶中的火山。「上毛」是「上毛野」的略稱，群馬縣的旧国名是上野国。
從群馬縣縣庁所在地前橋或交通樞紐高崎往西看，從北至南依次可以看到赤城山，榛名山，妙義山，在群馬縣縣民心中有很重要的地位。縣内很多初高中校歌出現這三座山的名字。
毎年元旦在群馬縣舉行的全日本實業團對抗接力競走大賽中，競賽路綫就是順著上毛三山的山麓跑100公里。
群馬縣境内的小學在舉行運動會的時候通常按照上毛三山的名字分爲「赤城團」，「榛名團」，「妙義團」三組。人數少的學校簡單分爲紅組和白組。反之人數多的學校加入代表浅間山的「浅間團」或者白根山的「白根團」。
上毛歌留多（繪牌）大會團體賽中如果拿到「す」，「も」，「の」三張牌可以得到10点。
群馬縣的地方報紙上毛新聞的編者專欄名為三山春秋也是取意于上毛三山。

## 關聯項目
- 三霊山
- 出羽三山
- 大和三山